# 京都本大賞
京都本大賞（きょうとぼんたいしょう）は、日本の文学賞の1つで、2013年に創設された。京都府内の書店や出版社、出版取次の有志による京都本大賞実行委員会が主催している。
本項では、同時に開催されている京都ガイド本大賞（きょうとガイドぼんたいしょう）についても記述する。

## 概要
主催の京都本大賞実行委員会を構成する京都府書店商業組合には大垣書店、恵文社、ふたば書房等が加入している。2024年時点の実行委員会委員長は、ふたば書房の洞本昌哉。また、KBS京都、京都新聞が後援している。
選考対象は、過去1年間に刊行された小説のうち、京都を舞台にした作品に限られる。取次から30冊前後のリストが挙げられ、まず実行委員会で6作品に絞り込む。その後ノミネート作3点を公表し、書店員および一般読者の投票によって受賞作が決定される。
2014年には京都本大賞実行委員会の発案で、同賞の部門の1つとして京都ガイド本大賞が創設された。この賞は、出版社からエントリーされた京都ガイド本の中から、京都の書店員の投票によって受賞作が決定されるものである。京都ガイド本大賞実行委員会が主催しており、京都本大賞と同時に開催されている。
なお、京都ガイド本リピーター賞は、何度も京都を訪れる方に読んでほしいガイド本として選出される。

## 京都本大賞受賞作
年は受賞作の発表の年。
| 回（年）         | 賞   | 受賞作                                                          | 著者         | 刊行                                   |
| ---------------- | ---- | --------------------------------------------------------------- | ------------ | -------------------------------------- |
| 第1回（2013年）  | 受賞 | 珈琲店タレーランの事件簿 また会えたなら、あなたの淹れた珈琲を   | 岡崎琢磨     | 宝島社文庫、2012年8月。                |
| 第1回（2013年）  | 候補 | 史上最強の内閣                                                  | 室積光       | 小学館文庫、2013年3月。                |
| 第1回（2013年）  | 候補 | 回廊の陰翳                                                      | 広川純       | 文春文庫、2012年11月。                 |
| 第2回（2014年）  | 受賞 | 聖なる怠け者の冒険                                              | 森見登美彦   | 朝日新聞出版、2013年5月。              |
| 第2回（2014年）  | 候補 | テ・鉄輪                                                        | 入江敦彦     | 光文社、2013年9月。                    |
| 第2回（2014年）  | 候補 | 光秀の定理（レンマ）                                            | 垣根涼介     | 角川書店、2013年8月。                  |
| 第3回（2015年）  | 受賞 | ぼくは明日、昨日のきみとデートする                              | 七月隆文     | 宝島社文庫、2014年8月。                |
| 第3回（2015年）  | 候補 | 異邦人（いりびと）                                              | 原田マハ     | PHP研究所、2015年3月。                 |
| 第3回（2015年）  | 候補 | 左京区恋月橋渡ル                                                | 瀧羽麻子     | 小学館文庫、2015年2月。                |
| 第4回（2016年）  | 受賞 | 京都寺町三条のホームズ                                          | 望月麻衣     | 双葉文庫、2015年4月。                  |
| 第4回（2016年）  | 候補 | 若冲                                                            | 澤田瞳子     | 文藝春秋、2015年4月。                  |
| 第4回（2016年）  | 候補 | 史上最強の大臣                                                  | 室積光       | 小学館文庫、2015年5月。                |
| 第5回（2017年）  | 受賞 | ニーチェが京都にやってきて： 17歳の私に哲学のこと教えてくれた。 | 原田まりる   | ダイヤモンド社、2016年9月。            |
| 第5回（2017年）  | 候補 | 罪の声                                                          | 塩田武士     | 講談社、2016年8月。                    |
| 第5回（2017年）  | 候補 | 手のひらの京（みやこ）                                          | 綿矢りさ     | 新潮社、2016年9月。                    |
| 第6回（2018年）  | 受賞 | 異邦人（いりびと）                                              | 原田マハ     | PHP文芸文庫、2018年3月。               |
| 第6回（2018年）  | 候補 | ブラックオアホワイト                                            | 浅田次郎     | 新潮文庫、2017年11月。                 |
| 第6回（2018年）  | 候補 | 雪の香り                                                        | 塩田武士     | 文春文庫、2017年8月。                  |
| 第7回（2019年）  | 受賞 | 京都府警あやかし課の事件簿                                      | 天花寺さやか | PHP文芸文庫、2019年1月。               |
| 第7回（2019年）  | 候補 | 告白の余白                                                      | 下村敦史     | 幻冬舎文庫、2018年12月。               |
| 第7回（2019年）  | 候補 | 室町無頼                                                        | 垣根涼介     | 新潮文庫、2019年2月。                  |
| 第8回（2020年）  | 受賞 | 二十年目の桜疎水                                                | 大石直紀     | 光文社文庫、2019年9月。                |
| 第8回（2020年）  | 候補 | 活動寫眞の女                                                    | 浅田次郎     | 双葉文庫、2020年1月。                  |
| 第8回（2020年）  | 候補 | 手のひらの京（みやこ）                                          | 綿矢りさ     | 新潮文庫、2019年3月。                  |
| 第9回（2021年）  | 受賞 | メイド・イン京都                                                | 藤岡陽子     | 朝日新聞出版、2021年1月。              |
| 第9回（2021年）  | 候補 | 京都スタアホテル                                                | 柏井壽       | 小学館文庫、2020年12月。               |
| 第9回（2021年）  | 候補 | 月のない夜に                                                    | 岸田るり子   | 徳間文庫、2020年12月。                 |
| 第10回（2022年） | 受賞 | ジュリーの世界                                                  | 増山実       | ポプラ社、2021年4月。                  |
| 第10回（2022年） | 候補 | 若旦那のひざまくら                                              | 坂井希久子   | 双葉文庫、2021年11月。                 |
| 第10回（2022年） | 候補 | 京都くれなゐ荘奇譚：呪われよと恋は言う                          | 白川紺子     | PHP文芸文庫、2021年5月。               |
| 第11回（2023年） | 受賞 | 猫を処方いたします。                                            | 石田祥       | PHP文芸文庫、2023年3月。               |
| 第11回（2023年） | 候補 | ちとせ                                                          | 高野知宙     | 祥伝社、2022年11月。                   |
| 第11回（2023年） | 候補 | そして花子は過去になる                                          | 木爾チレン   | 宝島社文庫、2023年2月。                |
| 第12回（2024年） | 受賞 | スピノザの診察室                                                | 夏川草介     | 水鈴社（発売：文藝春秋）、2023年10月。 |
| 第12回（2024年） | 候補 | 月曜日の抹茶カフェ                                              | 青山美智子   | 宝島社文庫、2023年6月。                |
| 第12回（2024年） | 候補 | さんかく                                                        | 千早茜       | 祥伝社文庫、2023年10月。               |

## 京都ガイド本大賞受賞作
年は受賞作の発表の年。
| 年             | 賞           | 受賞作                                                             | 著者                   | 刊行                                   |
| -------------- | ------------ | ------------------------------------------------------------------ | ---------------------- | -------------------------------------- |
| 2014（第1回）  | 受賞         | まっぷる：超詳細！京都さんぽ地図                                   | -                      | 昭文社、2014年7月                      |
| 2014（第1回）  | リピーター賞 | 京都 和菓子めぐり                                                  | 鈴木宗康・鈴木宗博     | 淡交社、2014年4月                      |
| 2015（第2回）  | 受賞         | &Kyoto：京都、街歩きガイド。                                       | -                      | マガジンハウス、2015年8月              |
| 2015（第2回）  | リピーター賞 | 京都の路地裏：生粋の京都人が教えるひそかな愉しみ                   | 柏井壽                 | 幻冬舎新書、2014年9月                  |
| 2016（第3回）  | 受賞         | ひとりで歩く京都本                                                 | -                      | 京阪神エルマガジン社、2016年3月        |
| 2016（第3回）  | リピーター賞 | 京都の凸凹を歩く：高低差に隠された古都の秘密                       | 梅林秀行               | 青幻舎、2016年5月                      |
| 2017（第4回）  | 受賞         | 京都パンガイド＋大阪・神戸・滋賀                                   | -                      | 朝日新聞出版、2017年4月                |
| 2017（第4回）  | リピーター賞 | 深ぼり京都さんぽ                                                   | グレゴリ青山           | 集英社インターナショナル、2017年7月    |
| 2018（第5回）  | 受賞         | 一日乗車券でめぐる京都さんぽ                                       | -                      | JTBパブリッシング、2018年6月           |
| 2018（第5回）  | リピーター賞 | たのしいおいしい京都ごはんとおやつ                                 | 甲斐みのり             | 朝日新聞出版、2018年7月                |
| 2019（第6回）  | 受賞         | 京都案内：気になるおいしいもの全部！                               | -                      | リーフ・パブリケーションズ、2019年8月  |
| 2019（第6回）  | リピーター賞 | 体験が楽しい！京都本                                               | -                      | 京阪神エルマガジン社、2019年6月        |
| 2020（第7回）  | 受賞         | 芸妓さんが教える京都ええとこ映えるとこ：ようこそ、ひとつ上の京都へ | -                      | JTBパブリッシング、2020年8月           |
| 2020（第7回）  | リピーター賞 | 京都滋賀うまいラーメン：極旨一杯ラーメン新時代到来！               | -                      | リーフ・パブリケーションズ、2019年11月 |
| 2021（第8回）  | 受賞         | 京都のトリセツ：地図で読み解く初耳秘話                             | -                      | 昭文社、2021年4月                      |
| 2021（第8回）  | リピーター賞 | 京都 古民家カフェ日和：古都の記憶を旅する43軒                      | 川口葉子               | 世界文化社、2021年4月                  |
| 2022（第9回）  | 受賞         | 地球の歩き方 京都                                                  | -                      | 学研プラス、2022年3月                  |
| 2022（第9回）  | リピーター賞 | 京都一周トレイル マップ＆ガイド：全5コース・14ルートを楽しむ       | 京都トレイルガイド協会 | ナカニシヤ出版、2021年10月             |
| 2023（第10回） | 受賞         | 私だけのとっておき京都：憧れシーン#55                              | -                      | JTBパブリッシング、2023年2月           |
| 2023（第10回） | リピーター賞 | 謎解きガイドブック京都：陰陽師が隠した宝物                         | -                      | 朝日新聞出版、2022年8月                |
| 2024（第11回） | 受賞         | POPEYE特別編集：僕が京都で行くところ。                             | -                      | マガジンハウス、2023年10月             |
| 2024（第11回） | リピーター賞 | あまから手帖：京都昼の100選〈最新版〉                              | ⁻                      | クリエテ関西、2023年10月               |